# Ville Valo
Ville Hermanni Valo (Helsinki, 22 de noviembre de 1976) es un cantante, músico, y compositor finlandés, líder de la extinta banda finlandesa HIM, de la que es uno de los fundadores. Valo fue también el baterista de la banda Daniel Lioneye, la cual tiene al guitarrista de HIM, Mikko Lindström, como cantante. Es el inventor del Heartagram, distintivo de la banda. Actualmente trabaja en su nuevo proyecto VV. Utilizando el símbolo del Heartagram con un nuevo diseño, Valo decidió darle vida al proyecto Heartagram y el 19 de marzo del 2020 a través de su página oficial "Heartagram", se anunció su nuevo proyecto llamado VV, (Ville Valo), con la publicación del nuevo EP titulado "Gothica Fennica Vol. 1.." Con 3 canciones que componen el EP, "Salute The Sanguine", "Run Away From The Sun" y "Saturnine Saturnalia", con las que el Ville Valo vuelve a la actividad más potente, en una línea musical muy cercana a la que dio fama mundial a HIM.
En el año 2022 Ville Valo anuncia el lanzamiento de su álbum "Neon Noir", álbum debut como solista bajo el nombre de VV.
Ville Valo publicó el día 8 de abril de 2022 un nuevo sencillo titulado "Loveletting", adelanto de lo que será su próximo álbum debut en solitario que será lanzado en el año 2023 y estará acompañado de una gira por Europa y Estados Unidos.

## Biografía

### Su infancia e inicios
Durante su infancia y juventud vivió en el barrio de Oulunkylä. Su familia se componía de su padre Kari, su madre Anita (de origen húngaro) y de su hermano Jesse, 6 años menor que él, quien practica como hobby el boxeo tailandés.
Nació en Finlandia. Los primeros meses de vida vivió con sus padres en la parte antigua de Vallila, y luego se mudaron a Oulunkylä, donde pasó los siguientes diecisiete años.  Fue al colegio en Oulunkylä. La enseñanza superior la realizó en el liceo de noche de Käpylä, donde coincidió con el guitarrista Petri Valli del antiguo grupo Kingston Wall.
Su padre solía reparar coches viejos y su madre tiene el mismo empleo desde hace 20 años.
Valo tuvo muchos animales durante su infancia, entre ellos perros, peces y tortugas. Según Valo, al morir su perro tuvo un trauma y se volvió alérgico y asmático.
El primer recuerdo "musical" que sus padres tienen de él es de una fiesta familiar en la que, hacia medianoche, Jallu, un amigo de la familia imitador de Elvis Presley, empezó a tocar "Are You Lonesome Tonight." Valo gateó en pijama hasta coger unos bongos y empezar a tamborear siguiendo el ritmo de la canción de Elvis. En ese momento sus padres se dijeron: "éste seguro que acabará músico". Fue durante un tiempo a las clases de arte, pero poco después la música acaparó todo su tiempo, por lo que en tercero se cambió a las clases de música y debían decidir qué instrumento tocar, Valo escogió el bajo ya que admiraba a Gene Simmons. Sus padres consiguieron un bajo de segunda mano, su profesor Hannu Takalo fue quién le enseñó a tocarlo y su madre le obligaba a practicar. Prefirió aprender música pop/rock, por lo que no tiene bases de música clásica.

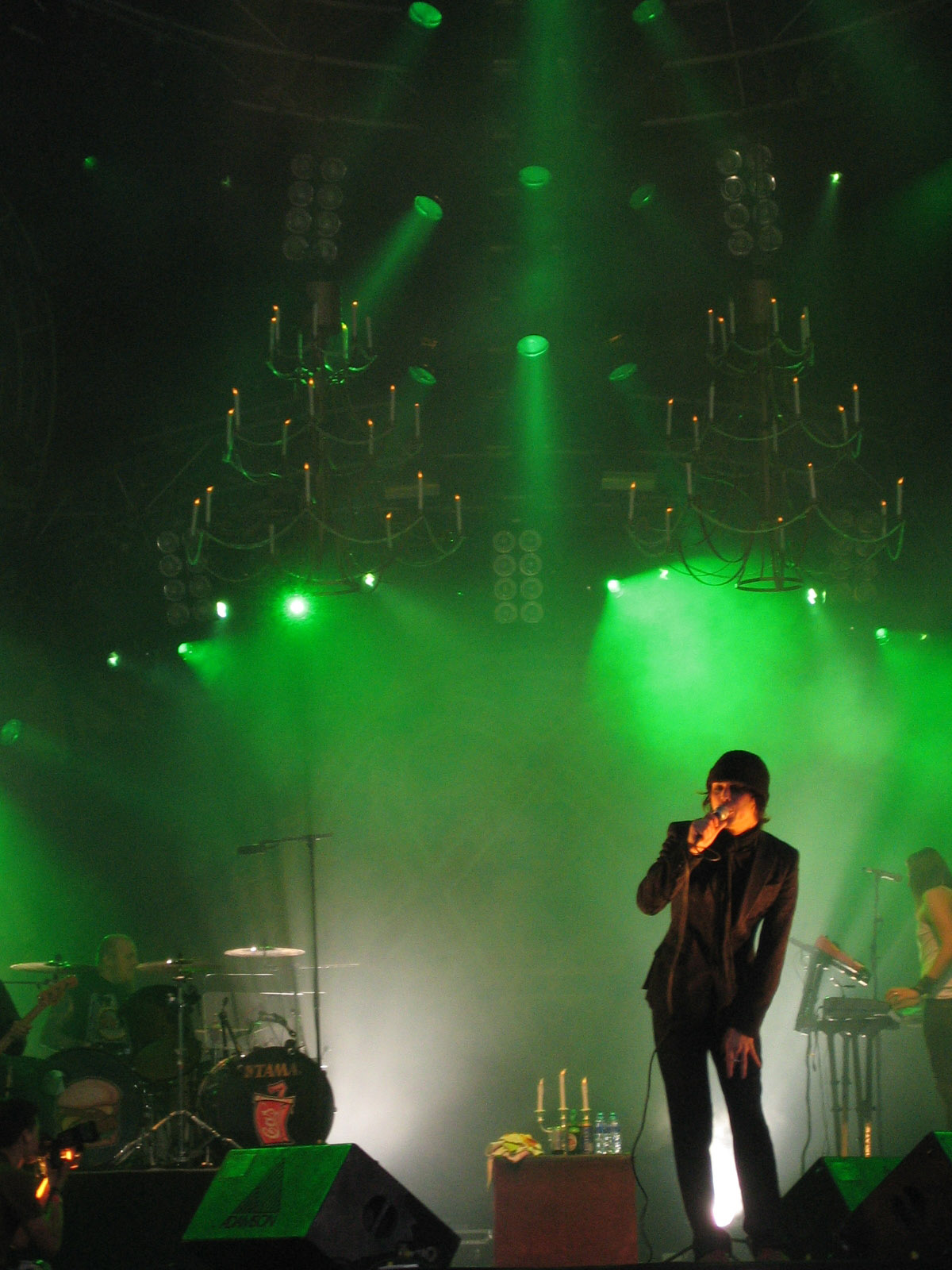
Ville Valo en Provinssirock (2006).

### Influencias musicales
Desde pequeño fue influenciado por la música que les gustaba a sus padres, de cantantes tales como Tapio Rautavaara y Rauli, así como Rolling Stones, Cat Stevens, John Lee Hooker y Bo Diddley.
En su biografía oficial ha comentado que fue su prima quien le introdujo en el rock tras haberle recomendado escuchar a Kiss, por ello el primer disco que se compró fue Animalize. Su primo mayor lo influenció también mediante bandas tales como la ya mencionada Kiss, Black Sabbath e Iron Maiden. A los 8 años se dio cuenta de su pasión por la música rock. Sus intereses se expandieron, con estilos Blues, y música con toques y aires Country, como Johnny Cash, Roy Orbison y Neil Young. Valo incluso mencionó en una entrevista para el periódico Reforma en México, que se sentía orgulloso de haber sido comparado en algunas ocasiones con la antigua banda de Ozzy Osbourne. De igual manera, mencionó en una entrevista para Virgin Records que había crecido escuchando bandas como Jane´s Addiction, Bad Brains y Soundgarden, todas bandas con letras en inglés y por lo cual había decidido escribir su música en el mismo idioma.
Desde muy joven, el entusiasmo de Valo hacia la música lo hizo participar en varias bandas de Helsinki, tales como B.L.O.O.D. (1986-89), Eloveena Boys (1987-88), Kemoterapia (1989-97) y varias más, las cuales eran proyectos un tanto oscuros.

### Sus primeros grupos
En cuarto o quinto curso formó su primer grupo B.L.O.O.D., le pusieron puntos entre las letras como "W.A.S.P.", "no sabíamos porqué estaban los puntos, en todo caso quedaba bien así", tocaban música que tuvieran algún significado para ellos, especialmente de Iron Maiden, tenían dos baterías, uno para los ensayos y otro para tocar en público, ya que sufría miedo escénico. Tocaron para la clase de música, ante los chicos de sexto curso.
Más tarde, conoció a Linde, en séptimo, y a veces tocaban juntos y poco a poco fue conociendo a los demás chicos y empezaron a tocar en fiestas del colegio bajo el nombre de Elovena Boys, en el que Valo era el bajista; tocaban canciones de U2 y Dire Straits y escribió su primera canción para el grupo; después le siguieron varios grupos, como Aurora, donde Valo era el batería y Linde tocaba la guitarra.
Como viaje de fin de curso fueron a Ámsterdam, en autobús, e hicieron algunas actuaciones en colegios de Holanda.
Aparte de la música, también practicaba judo, y más tarde se aficionó al skate.

### HIM
Con 18 años, sus padres le regalaron un pequeño estudio, al cual se mudó, y estuvo trabajando en el sex shop "Adults Toyshop Aikuisten Lelukauppa" que pertenece a su padre.
En 1995, debido a la inconformidad por la música existente, formó HIM, que en un principio fue pensado como grupo de covers de bandas como Kiss, Danzig, Black Sabbath y Depeche Mode, pero desarrollaron un estilo al que ellos denominaron Love Metal.
En un principio, iba a ser el bajista, pero como Migé también lo era, pasó a ser el vocalista y compositor del grupo, además, suele ser él quien se encarga de dar las entrevistas.
Hubo un tiempo en el que HIM se separó debido a que Migé empezó a prestar servicio militar; luego de que Migé acabara de presentar el servicio militar la banda se volvió a unir.
Ha compaginado su trabajo en HIM, con otros proyectos colaborando con grupos como The 69 Eyes y formando parte del proyecto de Linde, Daniel Lioneye.
En 2005, estuvo comprometido con la modelo y presentadora de Mtv Finlandia Jonna Nygren, terminando la relación un año más tarde, por problemas durante la gira americana de HIM, el alcoholismo de Valo y la depresión y abuso de medicamentos para dormir por parte de Jonna, siendo hoy en día el único miembro soltero de la banda.
En 2007, entró en una clínica de desintoxicación, debido a su alcoholismo, desde entonces se ha mantenido sobrio, y ha sido tema a relucir en sus entrevistas durante la presentación del disco Venus Doom. Actualmente ha declarado haber dejado también su hábito de fumar, aunque en varias entrevistas ha dicho que sólo es un "Break" debido a su salud.
En el 2013, la banda tenía en agenda una gira por Norteamérica pero fue pospuesta. La banda justificó el repentino cambio de planes dando un comunicado en el cual informaron a sus fanes que Ville Valo había sido diagnosticado con asma severa y posible caso de neumonitis. La banda también comento que los boletos comprados serían reembolsados y que esperaban poder reanudar la gira con Volbeat pronto.

### Tatuajes
Ville valo cuenta con una amplia colección de tinta sobre su piel. Algunos de sus tatuajes incluyen el Heartagram, logotipo oficial de la banda HIM. Ville incluso concedió una entrevista a la revista Inked Magazine en la cual detalló sobre sus tatuajes, el origen y razón de ser de cada uno de ellos. Señaló que su primer tatuaje fue hecho por un amigo suyo, originario de Helsinki que tocaba en un par de bandas y había sido un pequeño corazón en su muñeca derecha. Dijo que había sido pequeño ya que se trataba de una prueba para ver que se sentía y de que se trataba el asunto. Tras haber pasado la prueba, Ville decidió seguir adelante y tatuarse el brazo izquierdo por completo. El tatuaje de manga completa que adorna el brazo de Ville llevó bastante tiempo en ser terminado, ya que el cantante afirma que solía juntarse con su amigo a beber durante las sesiones y resultaba muy difícil tatuar cuando se está ebrio.

### Vida personal
Ville Valo tuvo su primer encuentro con su ahora buena amiga, Kat Von D en el 2005 mientras la banda HIM grababa su álbum Dark Light en Silverlake California. Originalmente habían quedado en una cita para discutir algunas ideas de Ville para un tatuaje, sin embargo ambos terminaron llevándose tan bien que se desarrolló una gran amistad. Kat incluso aparece en una versión del vídeo para el sencillo Killing Loneliness de HIM. Esta amistad sin embargo parece haber sido más profunda de lo que se mostraba a simple vista. En el libro publicado en el 2013 Go Big or Go Home, escrito por la misma Kat Von D se revela una relación más íntima entre el cantante y la artista de tatuajes. Un romance casi imposible que terminó antes de poder comenzar y que Kat describe en una forma semejante a una novela trágica.
A Ville se le ha cuestionado sobre su perspectiva en asuntos del amor, a lo que el cantante contesta que es como un niño pequeño. Explicó que la esperanza en él crece cada cinco minutos y espera encontrar a esa persona ideal, después su esperanza se cae y debe tomar una guitarra y escribir una canción nostálgica, entonces su esperanza crece de nuevo. También se le ha cuestionado sobre su punto de vista acerca de los amores de una noche, a lo que Ville contestó que nunca le han interesado ya que siempre resultan desconsiderados para alguno de los involucrados.
En una entrevista realizada a Ville el 7 de mayo de 2013 por AOL, el cantante confirmó estar en una relación seria. Mencionó haber estado viviendo desde unos meses antes con una mujer de la cual no dio ninguna información, sin embargo se confirmó el tipo de relación que tiene con ella ya que aclaró que no la llamaba su "novia" debido a que este término le parecía corriente. También señaló que la presencia de un ser femenino en su casa le había servido para estabilizar su vida un poco.[cita requerida]

## Bandas en las que ha participado
- B.L.O.O.D. [1986/87-1989] Batería
- Elovena Boys [1987/1988?] Letras, composición y Bajo
- Kemoterapia [1989 hasta inicios de los 90's] Letras, composición, Bajo y Batería
- Terapia [1990] Vocalista
- Winha [1990] Vocalista
- Unga Kaskelottär [1990?/1992?] Vocalista, Letras, Composición, Percusión, Bajo y Guitarra
- Aurora [1992] Batería
- HIM [desde 1991] Vocalista
- Donits Osmo Experience [1992/1993] Bajo
- Daniel Lioneye [2001, en el nuevo álbum no participó] Batería
- VV [2020] proyecto en solitario con un EP titulado "Gothica Fennica Vol. 1".
- VV [2022] proyecto en solitario con un single titulado "Loveletting" canción adelanto a su próximo álbum titulado "Neon Noir" que será publicado a principios del año 2023.

## Otras participaciones
- Valo ha hecho varias apariciones en televisión y cine. En 1998, tuvo un pequeño papel en el cortometraje Asphalto dirigido por Ilppo Pohjola .  En 2008, Valo prestó su voz a Moto Moto en el doblaje finlandés de Madagascar: Escape 2 Africa .  Valo también ha aparecido en varios proyectos de Bam Margera , incluidos Jackass Number Two y Viva La Bam . Si bien ha recibido ofertas para varios papeles de actuación pequeños, Valo ha sostenido que no es un actor, declarando en broma en 2013: "Siempre he sentido que [HIM necesita] vender alrededor de 80 millones de copias más para convertirme en actor. , un pintor, un cantante de ópera o una personalidad de la televisión".  En 2005, Valo diseñó una línea limitada de latas de Coca-Cola Light y las ganancias se destinaron a la Cruz Roja .  En 2020, Paulig nombró a Valo como la nueva cara del café Presidentti .

## Discografía

### con HIM
- Witches and Other Night Fears (Demo) (1992)
- This Is Only the Beginning (Demo) (1995)
- 666 Ways to Love: Prologue (EP) (1996)
- Greatest Love Songs Vol. 666 (1997)
- Razorblade Romance (2000)
- Deep Shadows and Brilliant Highlights (2001)
- Single Collection (Box set) (2002)
- Love Metal (2003)
- And Love Said No: The Greatest Hits 1997-2004 (2004)
- The Video Collection (DVD)
- Love Metal Archives (DVD)
- Dark Light (2005)
- Uneasy Listening Vol. 1 (2006)
- Uneasy Listening Vol. 2 (2007)
- Venus Doom (2007)
- Digital Versatile Doom CD+DVD (2008)
- Screamworks: Love In Theory And Practice (2010)
- Tears on Tape (2013)

### con VV (Proyecto solitario)
- Gothica Fennica Vol. 1 (EP) (2020)
- Neon Noir (2023)

Lista de canciones de "Neon Noir":
1. Echolocate Your Love
2. Run Away From the Sun
3. Neo noir
4. Loveletting
5. The Foreverlost
6. Baby Lacrimarium
7. Salute the Sanguine
8. In Trenodia
9. Heartful of Ghosts
10. Saturnine Saturnalia
11. Zener Solitaire
12. Vertigo Eyes

### Otros
- 1997
  - Wrap your troubles in dreams (The 69 Eyes; Valo como voz de fondo)
- 1998
  - Hunningolla (Neljä Ruusua; Valo aparece como artista invitado en el vídeo)
  - Laulava Sydän (Agents; Ville Valo canta 3 canciones en este álbum en finés)
- 1999
  - Ikkunaprinsessa (Agents y Ville Valo)
  - Paratiisi (Agents y Ville Valo)
  - Jykevää on rakkaus (Agents y Ville Valo) [Utilizada para el show CKY4: The Latest and Greatest en 2004]
  - Freak Out (Tehosekoitin; Valo como voz de fondo)
  - Wasting The Dawn (The 69 Eyes; Valo como voz de fondo)
  - Whispers in the Chaos (Escrita por Valo, para "Sweet Desire" de Lullacry)
- 2000
  - Blessed Be (The 69 Eyes; Valo como voz de fondo)
- 2001
  - Thulsa Doom (HIM como Thulsa Doom, banda que telonea a The 69 Eyes en el Club Tavastia)
  - Death Of A Clown (5.15 - Five Fifteen; Valo como voz de fondo)
  - The King Of Rock'n Roll (Álbum de Daniel Lioneye (guitarrista de HIM); Valo hace de baterista y de voz adicional)
- 2002
  - Hedonis Hellcats (The Skreppers; Valo hace las voces adicionales junto a Migé y Lily)
  - Support Band von The Skreppers (Lux Airam/Ville, Miguelo/Migé y D. Lioneye/Lily)
  - Paris Kills (The 69 Eyes; Valo hace las voces adicionales)
  - AurA (The Mission; Valo como voz de fondo)
- 2004
  - Saturnalia (Lowe Motor Corporation; Valo como voz de fondo)
  - Bittersweet (Apocalyptica; Ville Valo junto a Lauri Ylönen de The Rasmus )
  - The Call Of The Trash (The Skreppers; Valo como voz de fondo)
  - Devils (The 69 Eyes; Valo como voz de fondo)
- 2005
  - American Idle (Isabelle's Gift; Valo como voz de fondo en la canción 'If I Die Tonight')
  - Something Diabolical (Bloodhound Gang; junto a Ville Valo)
- 2006
  - The Byronic Man (Cradle Of Filth; junto a Ville Valo)
  - Inner Silence  (Anathema; junto a Ville Valo)
  - Synkkien Laulujen Maa (Ville Valo canta la canción Kun Minä Kotoani Läksin junto a Tommi Viksten en este álbum recopilatorio, véase: http://www.synkkienlaulujenmaa.fi Archivado el 15 de marzo de 2007 en Wayback Machine.)
- 2007
  - Summer Wine (Natalia Avelon; junto a Ville Valo, para la BSO de 8 Miles High)
  - Just For Tonight (Manna; junto a Ville Valo)
- 2019
  - Ville Vallo & Agents (Ville Vallo & Agents)